# Augustine Ejangue
Augustine Silvia Ejangue Siliki (19 de janeiro de 1989) é uma futebolista camaronesa que atua como defensora.

## Carreira
Augustine Ejangue integrou elenco da Seleção Camaronesa de Futebol Feminino, nas Olimpíadas de 2012. 